# USS Enterprise (NCC-1701-Refonte)

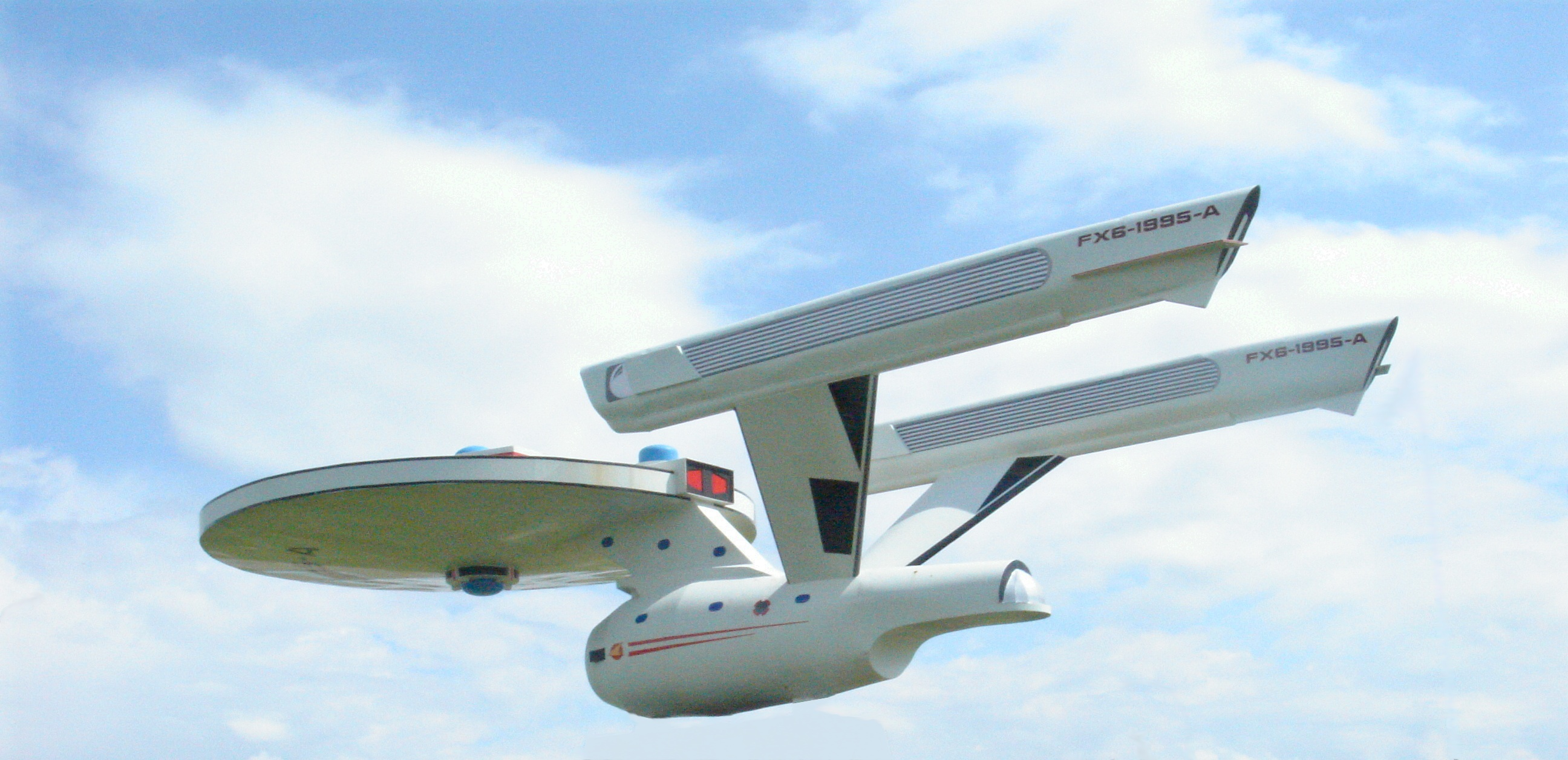
Montage photo.

 (novembre 2024).
Si vous disposez d'ouvrages ou d'articles de référence ou si vous connaissez des sites web de qualité traitant du thème abordé ici, merci de compléter l'article en donnant les références utiles à sa vérifiabilité et en les liant à la section « Notes et références ».
Cet article concerne le vaisseau USS Enterprise NCC-1701-Refonte de l'univers de Star Trek. Pour les vaisseaux homonymes de Star Trek, voir Enterprise (Star Trek). Pour les autres significations, voir Enterprise.
L'USS Enterprise (NCC-1701-Refonte) est une version mise à jour du premier vaisseau Enterprise, apparu pour la première lors du 1er film Star Trek.
Il se caractérise principalement par une nacelle moteur modifiée, aux lignes un peu plus élancées que l'USS Enterprise (NCC-1701) et devient le précurseur de l'USS Enterprise (NCC-1701-A).

## DansStar Trek, le film
Une entité extraterrestre éminemment hostile, et maîtresse d'une nuée se développant sur plus de 80 unités astronomiques, se dirige tout droit vers la Terre. L'amiral James T. Kirk est chargé par Starfleet de reconnaître l'entité et d'évaluer la menace. Il reprend alors les commandes de l'USS Enterprise NCC-1701. Le capitaine Will Decker, évincé de son commandement, accepte de le seconder.
Le premier vol pose différents problèmes et le manque d'expérience de Kirk sur les nouveaux modèles augmente la tension entre lui et Decker. Sur la route d'interception de l'entité, l’Enterprise accueille Spock qui revient de sa retraite sur Vulcain. Spock a été en contact mental avec l'entité, qui se fait appeler V'Ger.
Quand l'Enterprise entre dans la nuée, son équipage découvre une masse phénoménale de connaissances, accumulée par V'Ger au cours de son voyage. Après avoir procédé au rapt du lieutenant Illia, dont les sentiments pour le capitaine Decker semblaient toujours vivaces et réciproques et pris le contrôle de cette dernière afin d'en faire son interface cybernétique capable de communiquer avec les  « unités carbone », l'entité finit par révéler qu'elle retourne sur Terre pour retrouver le Créateur, et se joindre à lui.
On découvre que V'Ger est une machine résultant de l'ancienne sonde Voyager VI lancée à la fin du XXe siècle par les humains. Lors du passage du temps de la sonde dans l'espace, seules les lettres V GER sont demeurées. V'Ger comprend alors que les « unités carbone » sont son Créateur et demande à fusionner avec elles. Le capitaine Decker se sacrifie alors afin de s'unir à V'Ger par le biais de l'interface, comme s'il s'agissait d'une réincarnation de son aimée, formant une nouvelle espèce qui disparait à travers l'espace.

## DansStar Trek 2: La Colère de Khan
En 2285, le commandeur Pavel Chekov de l'USS Relianttrouve sur Ceti Alpha V un ancien équipage humain, abandonné sur la planète par le capitaine Kirk (lors du 22e épisode de la 1re saison de la série originelle nommé « Les Derniers Tyrans »). Le chef est Khan Noonien Singh, enfant de l'eugénisme de la fin du XXe siècle. Il ne cherche que vengeance envers Kirk et se dirige vers la station scientifique Regula 1 pour s'emparer du système de terraformation, le projet Genesis qui détruit tout ce qui existe pour élaborer une toute nouvelle planète dotée d'une grande diversité biologique en quelques jours
Kirk reçoit un appel de detresse de Regula 1 alors qu'il est en voyage d’entraînement sur l’Enterprise (commandé par le capitaine Spock), qui est devenu le navire-école de Starfleet. Kirk prend le commandement de l’Enterprise et se dirige vers Regula 1.
Khan l'intercepte en chemin, et met hors d'action une grande part des systèmes énergétiques de l’Enterprise avant d'obliger Kirk à se rendre mais l’Enterprise fait feu avec l'énergie de secours en abaissant les boucliers du Reliant qui rompt le combat. L’Enterprise, mal en point, décide d'aller jusqu'à Regula et y découvre Pavel Chekov, Carol Marcus et son fils David. Khan téléporte sur le Reliant la torpille Genesis et abandonne Kirk sur Regula pensant détruire immédiatement l’Enterprise mais Kirk reprend rapidement le commandement et décide d'affronter le Reliant. Pour compenser l'infériorité de l’Enterprise face à un vaisseau quasiment intact, il décide de plonger dans la nébuleuse de Mutara, où boucliers et systèmes tactiques sont inopérants. Kirk finit par l'emporter. Khan, cherchant la vengeance, actionne le compte à rebours de Genesis. L’Enterprise, privée de propulsion superluminique, est sur le point d'être anéantie. Spock décide de se sacrifier en réparant la propulsion à la racine du mal, s'exposant à des radiations mortelles.
L’Enterprise se sauve in extremis et l'explosion de Genesis provoque la reconstitution du gaz contenu dans la nébuleuse en une nouvelle planète. Un enterrement spatial en honneur de Spock a lieu dans l’Enterprise et une torpille contenant le corps de Spock est envoyée sur la planète Genesis qui vient d'être créée.

## DansStar Trek 3: À la recherche de Spock
De retour sur Terre, après la terraformation de la planète Genesis, Kirk apprend que l’USS Enterprise va être retiré du service car trop vieux pour être réarmé. L'équipage, profondément marqué par la disparition de Spock sera probablement réaffecté sur d'autres astronefs. Grâce à la fusion mentale, le Vulcain Sarek, le père de Spock découvre que le Dr Leonard McCoy abrite l'âme de Spock, ce qui explique son comportement étrange.
Kirk n'obtient pas l'autorisation de Starfleet pour sauver ses deux amis car la planète est considérée en zone interdite.
Pendant ce temps le commandant klingon, Kruge, se montre particulièrement intéressé par Genesis, car elle peut servir d'arme.
Avec l'aide de ses fidèles compagnons, Uhura, Scotty, Sulu et Chekov, Kirk vole l’Enterprise pour aller chercher le corps de Spock sur la planète Genesis et le ramener avec McCoy au Mont Seleya sur Vulcain. Scotty va jusqu'à saboter l’USS Excelsior qui prend l'Enterprise en chasse.
Pendant ce temps, David et Saavik découvrent que l'effet de Genesis a régénéré les cellules de Spock qui se retrouve âgé, à ce moment, entre 8 et 10 ans de « vie terrestre ». Mais leur vaisseau l'USS Grissom est détruit par l'Oiseau de proie Klingon commandé par Kruge.
Lorsque l'Entreprise arrive, trop tard, il est incapable de tenir tête au vaisseau klingon qui peut devenir invisible. Kruge capture Saavik, Spock et David ; puis tue ce dernier. Kirk retourne la situation en activant l'auto-destruction de l’Enterprise alors que les Klingons se téléportent à bord. Puis il fuit avec son équipage, Saavik et Spock à bord de l'Oiseau de proie. L’Enterprise s'écrase sur Genesis avant la destruction totale de la planète.
Sur Vulcain, Spock revient à la vie au cours de la cérémonie du Fal-Tor-Pan. Mais Kirk a perdu son fils, l'Enterprise et est devenu un déserteur de Starfleet.